# Daryl F. Gates' Police Quest: Open Season
Daryl F. Gates' Police Quest: Open Season (chiamato anche Police Quest IV: Open Season) è un'avventura grafica prodotta e distribuita da Sierra On-Line, quarto episodio della serie Police Quest. Il videogioco venne distribuito nel 1993 per i computer MS-DOS, Windows 3.1 e Mac OS con il sistema grafico SCI.